# Almaric St Amand, 2. Baron St Amand

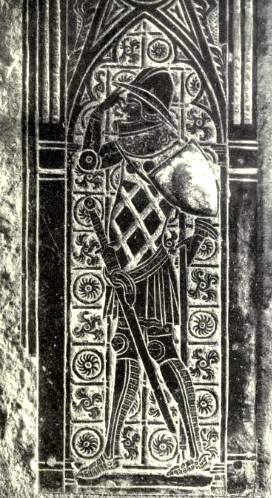
Darstellung auf der Grabbrasse von Hugh Hastings in der Kirche von Elsing in Norfolk

Almaric St Amand, 2. Baron St Amand (nach anderer Zählung auch 3. Baron St Amand; auch Amory oder Amaury St Amand oder St. Amand) (* 1314; † 11. September 1381) war ein englischer Adliger, Militär und Beamter.

## Herkunft
Almaric St Amand war ein Sohn von John St Amand, 1. Baron St Amand und dessen Frau Margaret, einer Tochter von Hugh le Despenser, 1. Earl of Winchester. Nach dem Tod seines Vaters 1330 wurde er dessen Erbe, doch erst nachdem er volljährig geworden war, konnte er dem König am 16. März 1335 Hommage für sein Erbe leisten, das ihm daraufhin übergeben wurde. Der Großteil seiner Besitzungen lag im südlichen England, dazu gehörte ihm das Gut von Gormanston nördlich von Dublin in Irland, das sein Ururgroßvater Amaury de St Amand erworben hatte.

## Dienst als lokaler Beamter und als Militär
Aufgrund seiner irischen Besitzungen, die St Amand nicht direkt verwaltete, war er bereits 1332 zusammen mit anderen englischen Adligen, die ebenfalls Besitzungen in Irland hatten, aufgerufen worden, um König Eduard III. bei einem Feldzug nach Irland zu unterstützen. Dieser Feldzug fand jedoch nicht statt. St Amand übernahm ab 1338 als lokaler Grundbesitzer vor allem in Berkshire und Oxfordshire zahlreiche Ämter. Unter anderem war er für die Stellung von Aufgeboten zuständig und diente als Friedensrichter. Dazu diente er als Militär. Bereits 1335 nahm er an dem Feldzug von William Montagu nach Schottland teil. Vor 1337 wurde er zum Knight Bachelor geschlagen, und in diesem Jahr begleitete er Montagu, der inzwischen zum Earl of Salisbury erhoben worden war, zu Verhandlungen nach Nordfrankreich und in die Niederlande. Von 1346 bis 1347 nahm St Amand am Feldzug von Eduard III. nach Nordfrankreich, an der Schlacht von Crécy und an der Belagerung von Calais teil. 1351 wurde er zum Knight Banneret geschlagen, dazu gewährte ihm der König für seine Dienste eine jährliche Pension von 200 Mark. 1355 und 1357 nahm St Amand an den erfolglosen Feldzügen von Sir Robert Herle nach Schottland teil.

## Justiciar of Ireland
Nach dem Tod von Thomas Rokeby wurde St Amand am 14. Juli 1357 zum neuen Justiciar of Ireland ernannt. Er trat sein Amt im November 1357 an. Zu dieser Zeit wurden die englischen Siedler in Leinster und anderen Teilen der Insel zunehmend durch Überfälle der einheimischen irisch-gälischen Bevölkerung bedrängt. St Amand brachte 40 Men-at-arms und 100 Bogenschützen mit nach Irland, mit denen er durch Vorstöße und ständige Züge nach Leinster und Munster versuchte, die Iren zurückzudrängen. Dazu verhandelte er mit den gälischen Häuptlingen. Da er für die Besoldung seiner Soldaten jedoch den Großteil der gesunkenen Einnahmen des irischen Schatzamts benötigte, blieben ihm kaum Mittel, um vor Ort weitere Soldaten zu rekrutieren. Deshalb versuchte er, die Vertreter der englischen Siedler zur Bewilligung von weiteren Steuern zu bewegen. Im Januar 1359 leitete er ein irisches Parlament in Kilkenny, das dem englischen König Nachrichten über die bedrohliche Situation in Irland sandte. Im März 1359 wurde er dann als Justiciar abgelöst und kehrte nach England zurück. Die Eingaben an den König blieben nicht folgenlos, denn die englische Regierung erkannte nun den Ernst der Lage in Irland und beschloss schließlich 1361, dass die englischen Siedler direkte Unterstützung durch die Regierung erhalten sollten.

## Späteres Leben
Im Oktober 1359 brach St Amand zu einem neuen Feldzug nach Frankreich auf. Nach dem Abschluss des Friedens von Brétigny kehrte er 1360 nach England zurück. 1361 und 1362 wurde er aufgefordert, sich bereitzuhalten, um den Königssohn Lionel of Antwerp, der als King's Lieutenant die Verwaltung von Irland übernehmen sollte, zu begleiten. Da St Amand zunehmend bedrängt wurde, für die Verteidigung seiner irischen Besitzungen einen weiteren Beitrag zu leisten, verkaufte er diese Besitzungen 1363 an Sir Robert Preston, einem Richter aus Dublin. Zur selben Zeit erwarb er für £ 400 von einem Londoner Bürger das verpfändete Gut von Grendon in Buckinghamshire. Als es 1369 wieder zum Krieg mit Frankreich kam, diente er Kommandant von Southampton. Aufgrund seines Alters zog er sich zunehmend auf seine Besitzungen zurück. Er diente weiter als Friedensrichter und wurde ab 1371 regelmäßig zu den Englischen Parlamenten geladen, weshalb er als Baron St. Amand gilt. 1373 wurde er Verwalter von Rockingham Castle.

## Nachkommen und Erbe
Bereits als Jugendlicher war St Amand vor 1330 mit Joan Handlo, einer Tochter von Sir John Handlo verheiratet worden. Mit ihr hatte er mehrere Kinder, darunter sein Erbe Almaric St Amand, 3. Baron St Amand (um 1341–1402).